# St. Anastasius und hl. Edith Stein (Erlach)

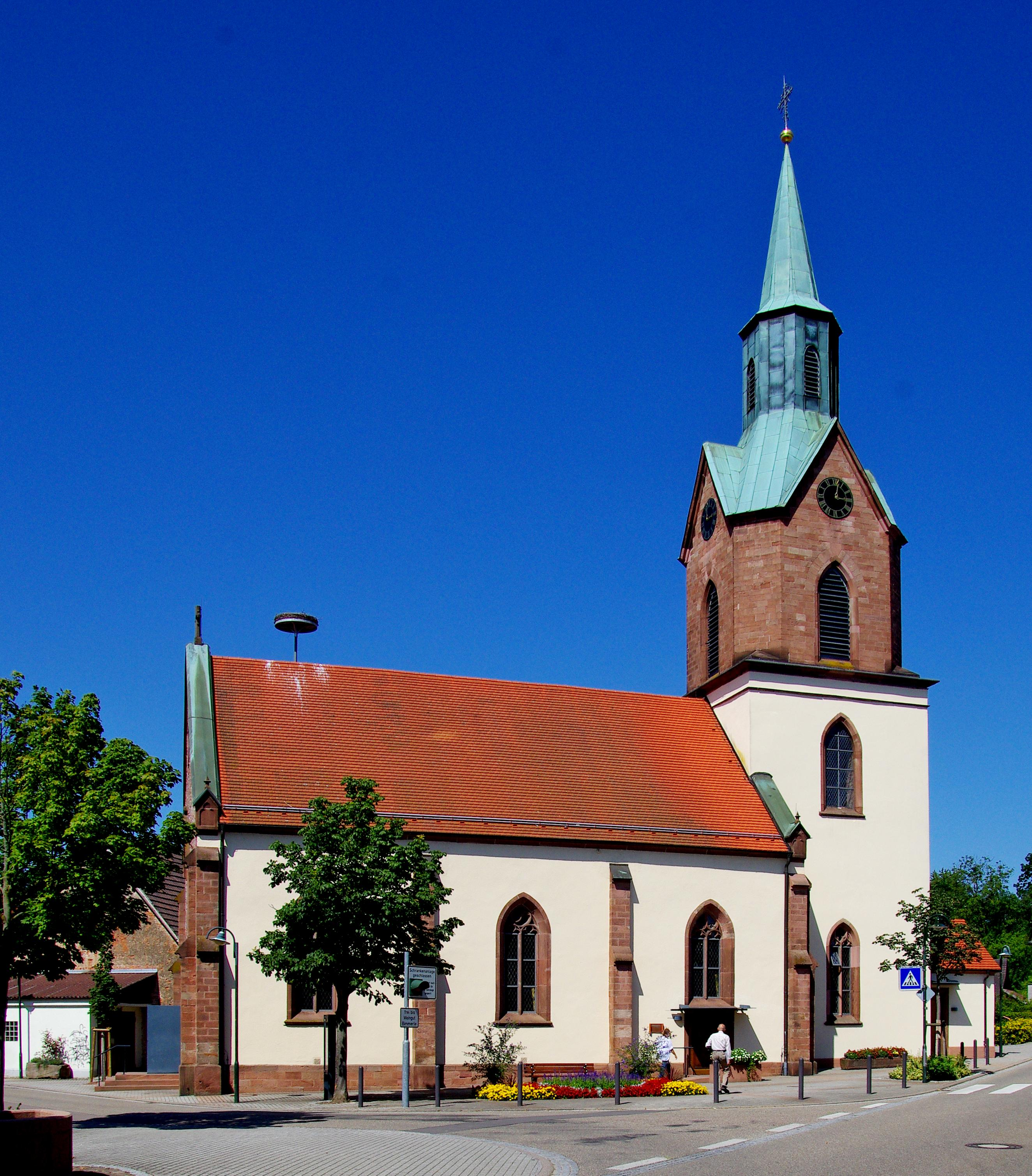
St. Anastasius und hl. Edith Stein von Süden

St. Anastasius und hl. Edith Stein in Erlach, einem Stadtteil von Renchen im Ortenaukreis in Baden-Württemberg, ist eine katholische Pfarrkirche der Seelsorgeeinheit Renchen. Ursprünglich war sie nur dem
heiligen Papst Anastasius I. geweiht. Er ist wenig bekannt, und die Erlacher Kirche ist die einzige ihm geweihte im Erzbistum Freiburg – dem heiligen Mauritius (s. u.) sind dort zum Beispiel 21 Kirchen geweiht. Nachdem Edith Stein 1998 heiliggesprochen worden war, wählte die Pfarrgemeinde sie als zweite Patronin.

## Geschichte
Die Bewohner des von der Rench durchflossenen Dorfes Erlach gehörten ursprünglich zu den Nachbarpfarreien Ulm (Renchen) (nordöstlich gelegen) und Nußbach (Oberkirch) (südlich gelegen). 1511 wurde in Erlach, links der Rench, eine Filialkirche der Ulmer Pfarrei St. Mauritius erbaut und dem heiligen Anastasius geweiht. Sie war einschiffig mit östlichem Turm, dessen Erdgeschoss als Chor diente. 1876 wurde St. Anastasius selbständige Pfarrei. Die Gemeinde Erlach verpflichtete sich, „die Baulichkeiten an der Kirche, dem Pfarrhause mit Oekonomiegebäude, handle es sich um deren Unterhaltung oder Neubau ... für den Fall, daß die Mittel des ... Kirchen- und Baufonds nicht hinreichen sollten, aus der Gemeindekasse zu bestreiten“. Man entschloss sich, das Langhaus der mittelalterlichen Kirche abzureißen und größer wieder aufzubauen. Der Chorturm sollte – bei Höherlegung des Chorbodens und Höhersetzen der Chorfenster und des Gewölbes – bleiben. Außerdem sollte der Turm erhöht werden. So wurde der Bau in den Jahren 1884 bis 1885 fertiggestellt. Altäre, Orgel, Glocken und andere Ausstattungsstücke wurden aus der alten Kirche übernommen. Die Kirche wurde zuletzt 1976 innen und 2001 außen renoviert.

## Gebäude
Der Hauptraum ist ein einfacher Saal. Die zwei östlichen spitzbogigen Maßwerkfenster in seiner Nord- und Südwand stammen aus dem Vorgängerbau. An den Saal schließt sich im Osten der alte quadratische Turm, ebenfalls mit spitzbogigen Maßwerkfenstern in seinen zwei Geschossen. Er wird überhöht durch ein gemauertes achteckiges Geschoss von 1884–1885 und eine verkupferte Oktogenpyramide. Das gotische Kielbogenportal mit Steinmetzzeichen und der Jahreszahl 1511 wurde als Westeingang wiederverwendet. Den Saal überfängt eine geknickte Holzdecke, den Chor das alte, höher gelegte Netzgewölbe.

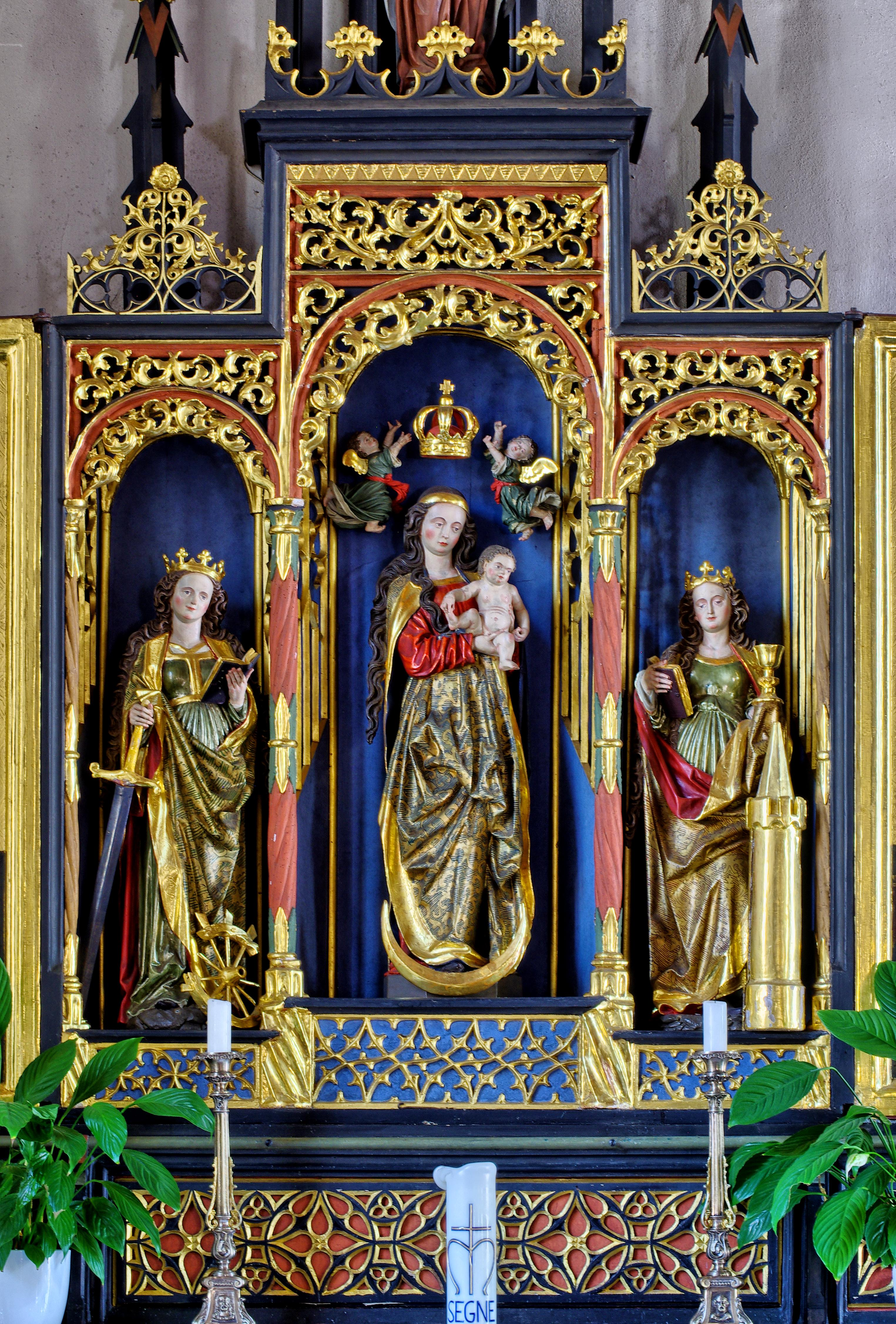
Schrein des nördlichen Seitenaltars
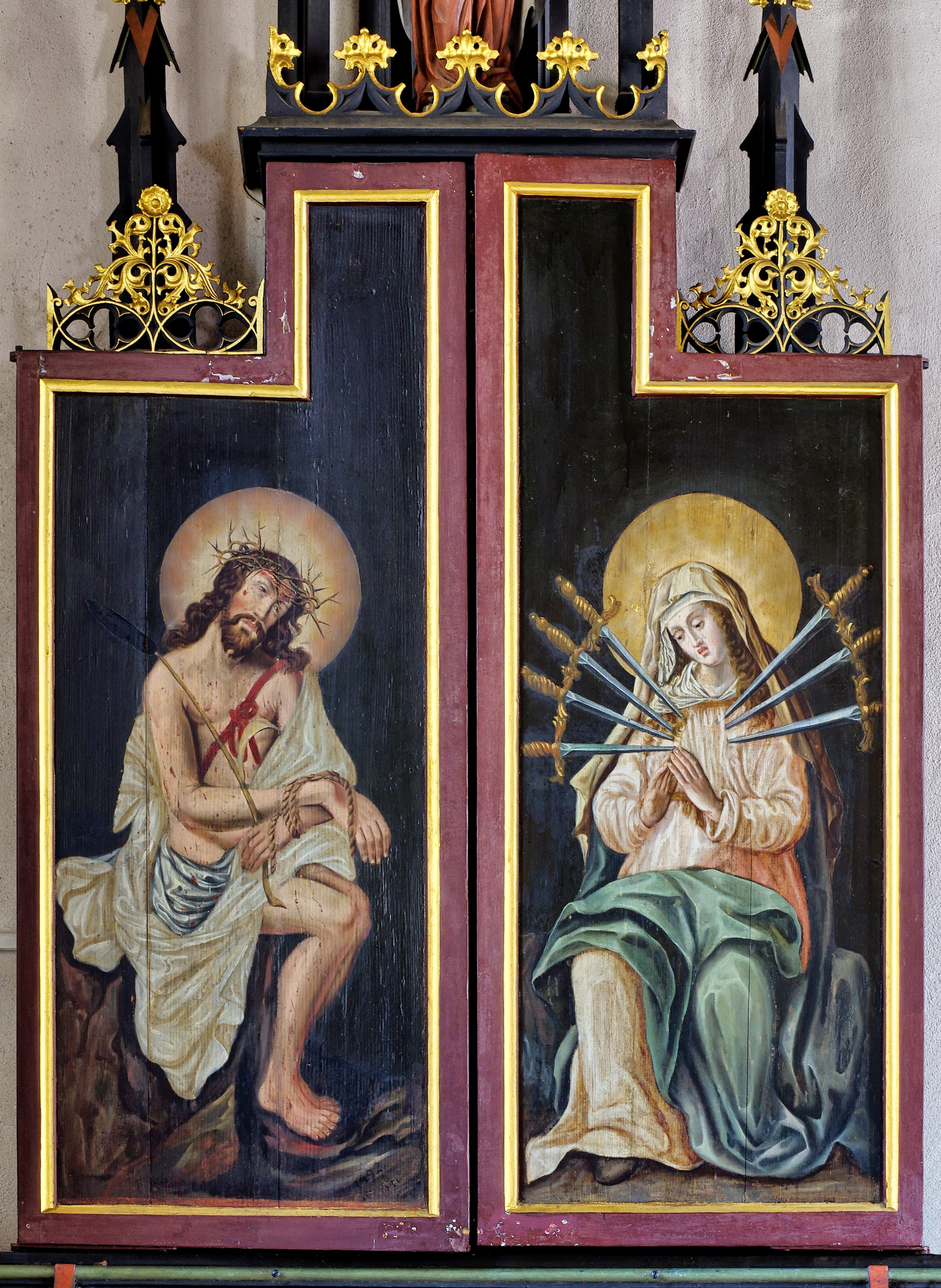
Außenseiten der Flügel des nördlichen Seitenaltars
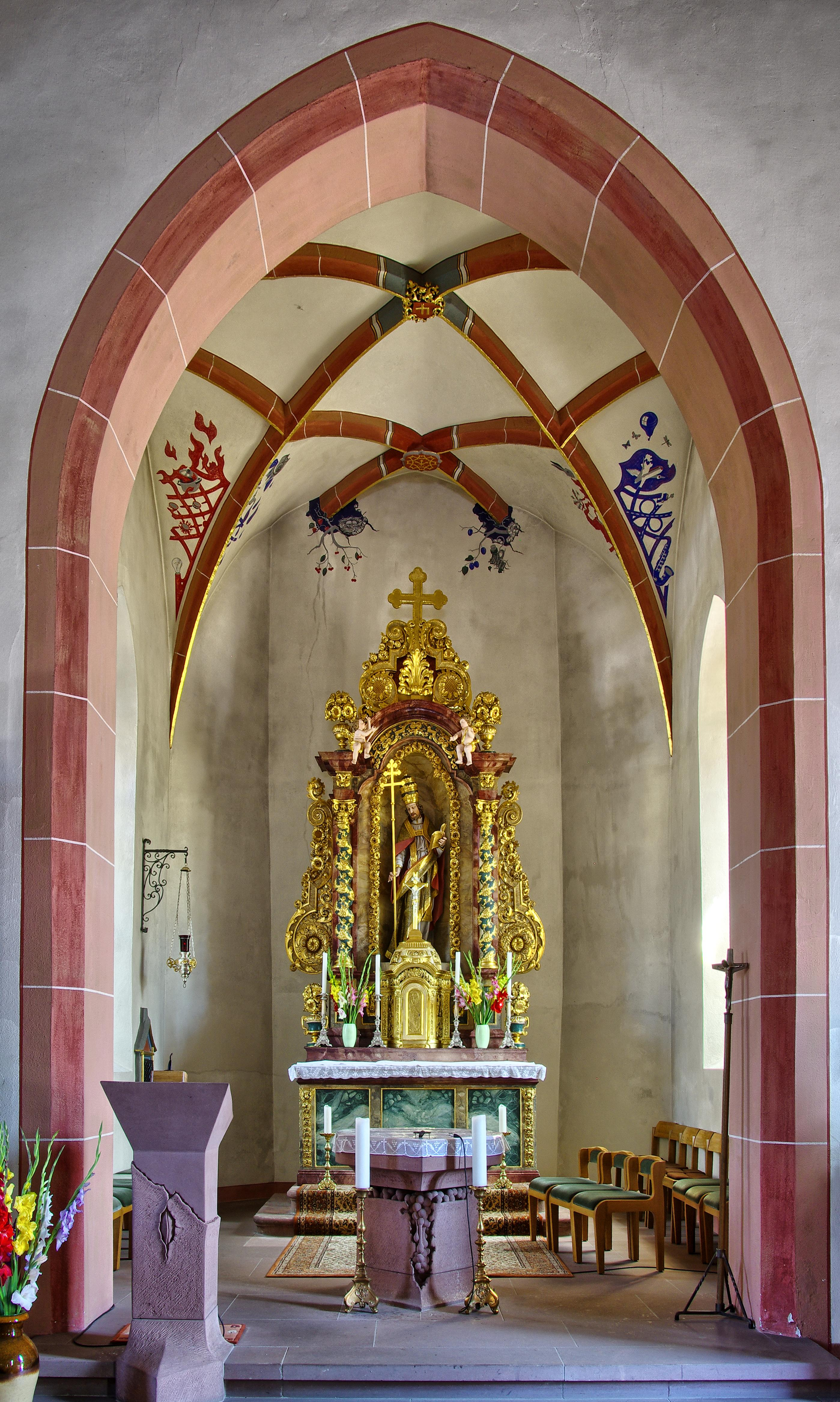
Chor mit Hochaltar und neuem Zelebrationsaltar
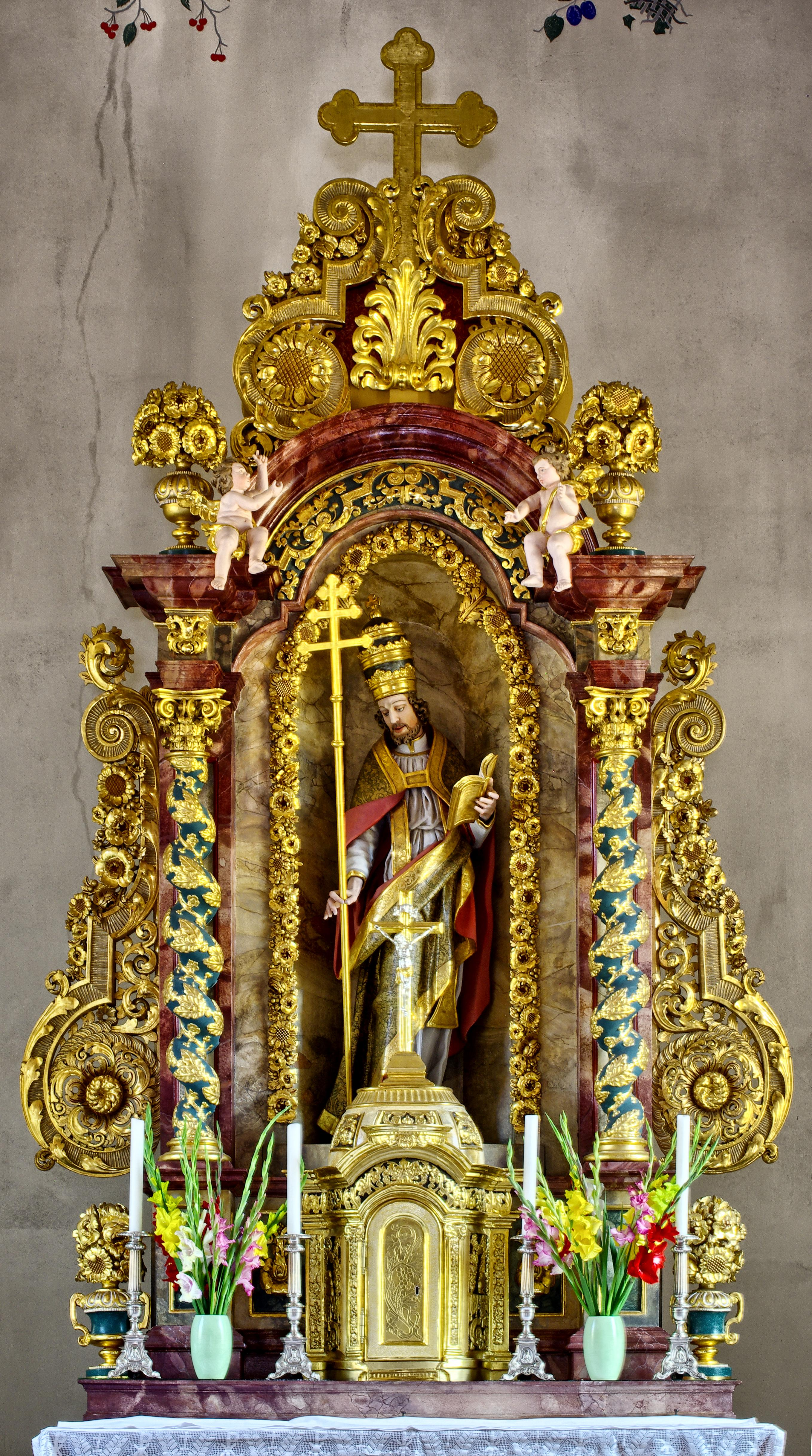
Hochaltar
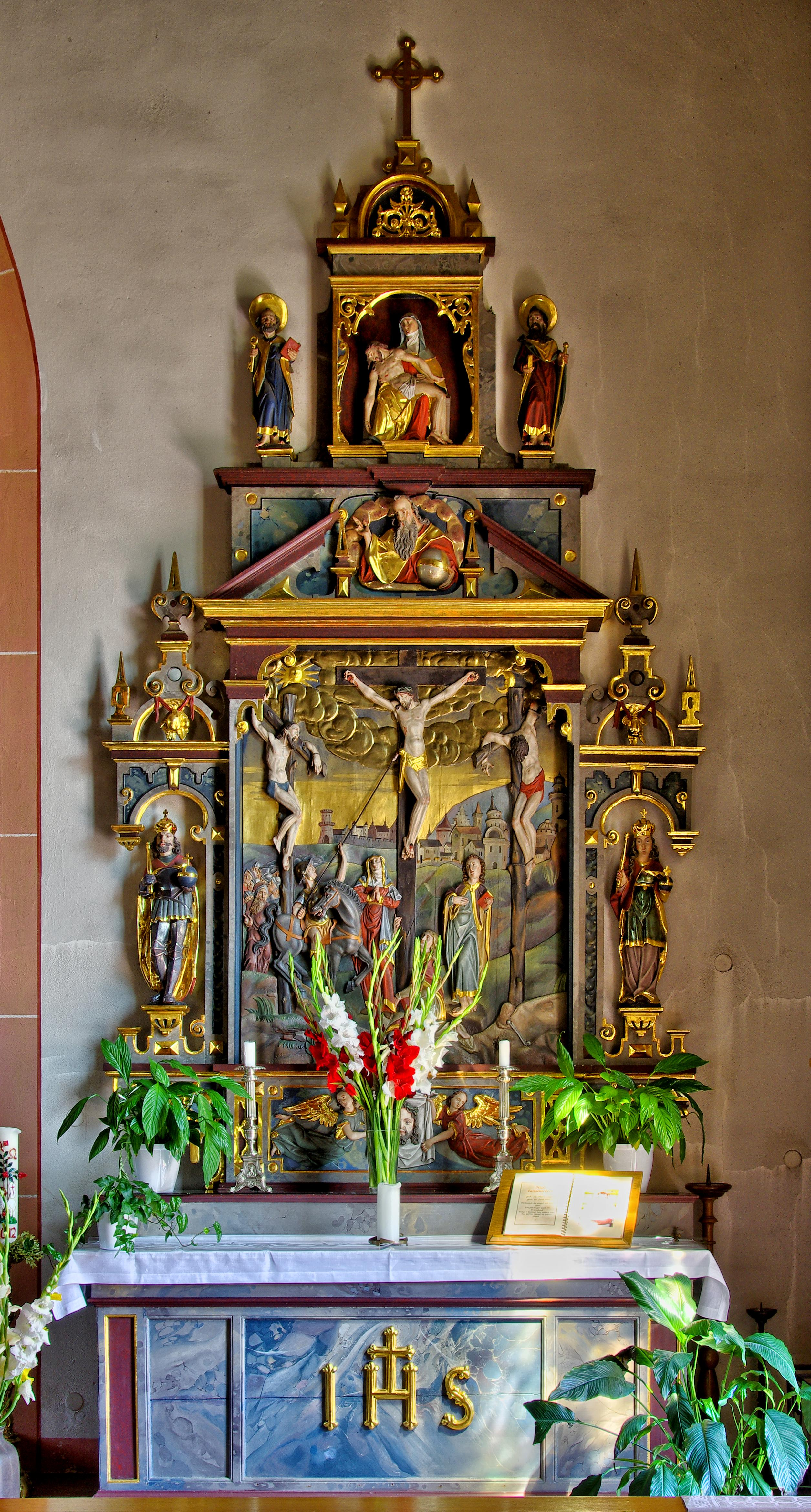
Südlicher Seitenaltar

## Ausstattung

### Altäre
Der Hochaltar mit dem heiligen Anastasius in der Mitte, zwei Putten und gedrehten Säulen wird Philipp Winterhalder zugeschrieben. „Aus geriffelten, vom Rand her laubwerküberlappten Bändern geformte Blindflügel und die Altarbekrönung mischen sich zu einer dem winterhalderischen Schaffen um 1715 eigenen überreichen Dekoration.“
Im Schrein des nördlichen Seitenaltars, in der Literatur zwischen 1480 und 1520 datiert, stehen in maßwerkgerahmten Nischen Maria mit ihrem Kind auf der Mondsichel, über die Engel eine Krone halten, dazu links die heilige Katharina von Alexandrien mit Buch, Schwert und Rad, rechts die heilige Barbara von Nikomedien mit Buch, Kelch und Turm. Die bemalten Flügel zeigen auf den Innenseiten eine Verkündigung des Herrn aus dem 19. Jahrhundert, auf den Außenseiten Jesus als Schmerzensmann und Maria als Mater dolorosa, um 1600. Im neugotischen Gesprenge steht eine Anna selbdritt „wohl aus dem zweiten Hälfte des 16. Jahrhunderts“. „Dieser Altar hat viele Ähnlichkeit mit dem Flügelaltar in Lautenbach und war wiederholt auf Kunstausstellungen zu sehen.“
Der südliche Seitenaltar ist ein „typischer Renaissance-Aufbau, um 1600“, mit Reliefs und vollplastischen Figuren, umrahmt von Roll- und Beschlagwerk. Im großen Mittelrelief öffnet Longinus die Seite Jesu mit einer Lanze. Darüber hält Gottvater die Weltkugel, noch höher im Altarauszug ist eine Pietà dargestellt, begleitet von den heiligen Petrus und Paulus. Unter dem Mittelrelief zeigt ein Relief das Schweißtuch der Veronika. Links und rechts vom Mittelrelief steht ein Kaiserpaar, vermutlich der heilige Kaiser Heinrich II. und seine Frau, die heilige Kaiserin Kunigunde.
Den Zelebrationsaltar und den Ambo sowie die an gotische Rankenmalerei erinnernde Dekoration des Netzgewölbes schuf 1997 Helmut Lutz (* 1941), von dem auch die moderne liturgische Ausstattung im oben erwähnten, nahen Lautenbach stammt, in der dortigen Wallfahrtskirche Mariä Krönung.

### Orgel

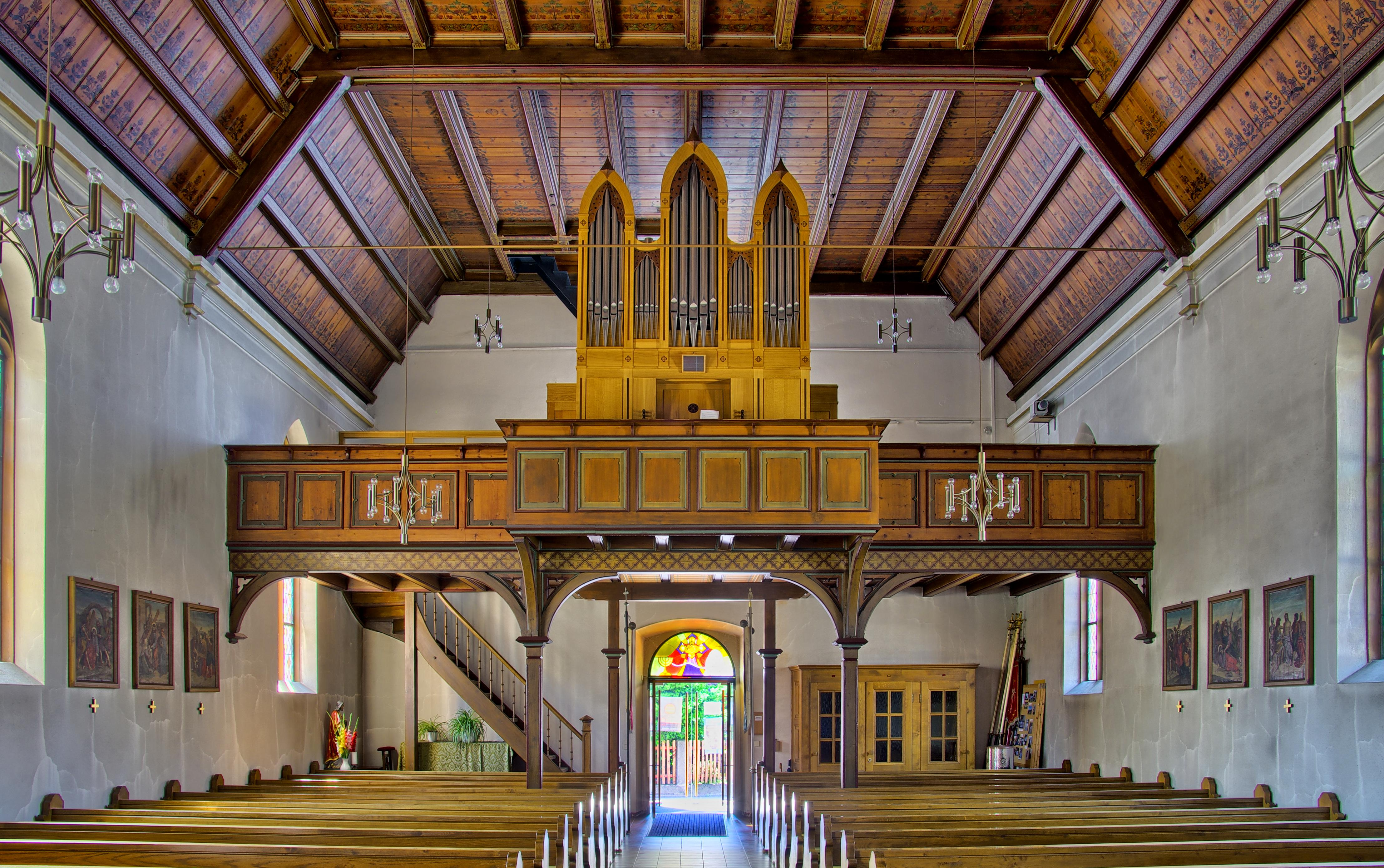
Blick zur Empore im Westen

Die Orgel auf der Empore im hinteren Teil der Kirche ist ein Werk der Firma Orgelbau Matz & Luge aus der badischen Gemeinde Rheinmünster (Opus 17). Sie entstand im Jahr 2001 und ersetzte eine Vorgängerorgel vermutlich aus dem Jahr 1955 der Orgelwerkstatt Hess & Binder mit 15 Registern auf zwei Manualen und Pedal. Das aktuelle Instrument verfügt über 17 Register, ebenfalls auf zwei Manualen und Pedal.
Über dem Westeingang unter der Orgelempore erinnert ein Glasfenster von Manuela Bijanfar (* 1962) aus dem Jahr 2006 mit einer Menora an Edith Stein.

### Glocken
Die drei Glocken im Turm der Kirche wurden 1950 von der Glockengießerei Albert Junker, Brilon aus der so genannten Briloner Sonderbronze gegossen, die statt Zinn preisgünstigeres Silizium enthält.
| Glocke | Gewicht | Durchmesser | Schlagton |
| ------ | ------- | ----------- | --------- |
| 1      | 880 kg  | 1180 mm     | f′        |
| 2      | 520 kg  | 1000 mm     | as′       |
| 3      | 370 kg  | 0880 mm     | b′        |